# Novo millennio ineunte
Novo millennio ineunte (česky Na počátku nového tisíciletí) je apoštolský list papeže Jana Pavla II. adresovaný biskupům, duchovním a věřícím laikům „Na závěr velkého jubilea roku 2000“.
Apoštolský list nastiňuje priority katolické církve pro třetí tisíciletí a další období.

## Vydejte se na hlubinu
Úvodní odstavec cituje Ježíše, který vyzval apoštola Šimona Petra, aby se „vydal na hlubinu“ za úlovkem: „Duc in altum“ – Lk 5, 4 (Kral, ČEP). Tuto větu často opakoval papež Jan Pavel II. a citovali ji i další. Petr a jeho společníci uvěřili Kristovým slovům a vrhli sítě. „Když to udělali, chytili velké množství ryb“ – Lk 5, 6 (Kral, ČEP).

## Kristus v centru
Kristus, chápaný ve svém božském a lidském tajemství, je základem a středem dějin, je jejich smyslem a konečným cílem... Jeho vtělení, vrcholící velikonočním tajemstvím a darem Ducha, je pulzujícím srdcem času, tajemnou hodinou, v níž k nám přišlo Boží království – srov. Mk 1, 15 (Kral, ČEP), vskutku zapustilo kořeny v našich dějinách jako semeno určené k tomu, aby se stalo velkým stromem – srov. Mk 4, 30 – 4, 32 (Kral, ČEP).
Program již existuje: je to plán obsažený v evangeliu a v živé Tradici, je stále stejný. Nakonec má svůj střed v samotném Kristu, kterého je třeba poznat, milovat a napodobovat, abychom v něm mohli žít životem Trojice a spolu s ním proměňovat dějiny až do jejich naplnění v nebeském Jeruzalémě. Je to program, který se nemění s posuny časů a kultur, i když v zájmu opravdového dialogu a účinné komunikace bere v úvahu čas a kulturu. Tento program pro všechny časy je naším programem pro třetí tisíciletí.

## Priority
Nejvyšší prioritu má svatost či posvátnost: „Všichni věřící křesťané ... jsou povoláni k plnosti křesťanského života.“ (č. 30)
Druhou prioritou je základní prostředek k dosažení svatosti: „Tato výchova ke svatosti vyžaduje křesťanský život, který se vyznačuje především uměním modlitby.“ (č. 32)
Další prioritou je nová evangelizace: „V průběhu let jsem často opakoval výzvu k nové evangelizaci. Nyní tak činím znovu, a to zejména proto, abych zdůraznil, že v sobě musíme znovu oživit podnět počátků a nechat se naplnit zápalem apoštolského hlásání, které následovalo po Letnicích. Musíme v sobě oživit horoucí přesvědčení Pavla, který volal: ,Běda mi, kdybych nekázal evangeliumʻ – 1Kor 9, 16 (Kral, ČEP).“ (č. 40)

## Dokumenty II. vatikánského koncilu ve třetím tisíciletí
„S odstupem let neztratily dokumenty Druhého vatikánského koncilu nic ze své hodnoty a lesku. Je třeba je správně číst, široce znát a brát si je k srdci jako důležité a normativní texty Magisteria v rámci církevní Tradice. Nyní, po skončení jubilea, se cítím více než kdy jindy povinen poukázat na koncil jako na velkou milost udělenou církvi ve dvacátém století: nacházíme v něm spolehlivý kompas, podle kterého se můžeme orientovat v právě začínajícím století.“ (č. 57)